# M/F Express Santorini

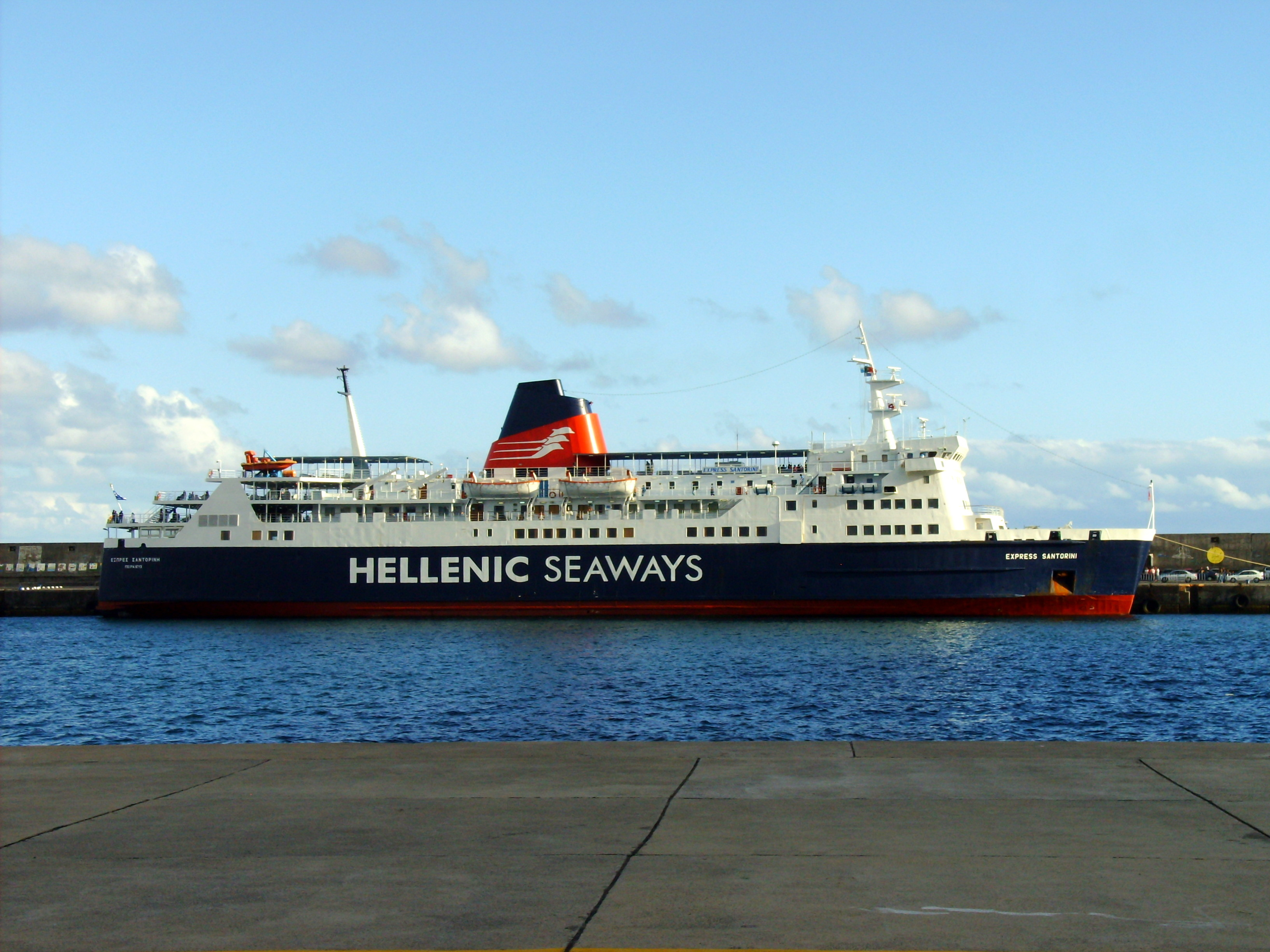
"Express Santorini" no porto de Vila do Porto, ilha de Santa Maria, Açores.

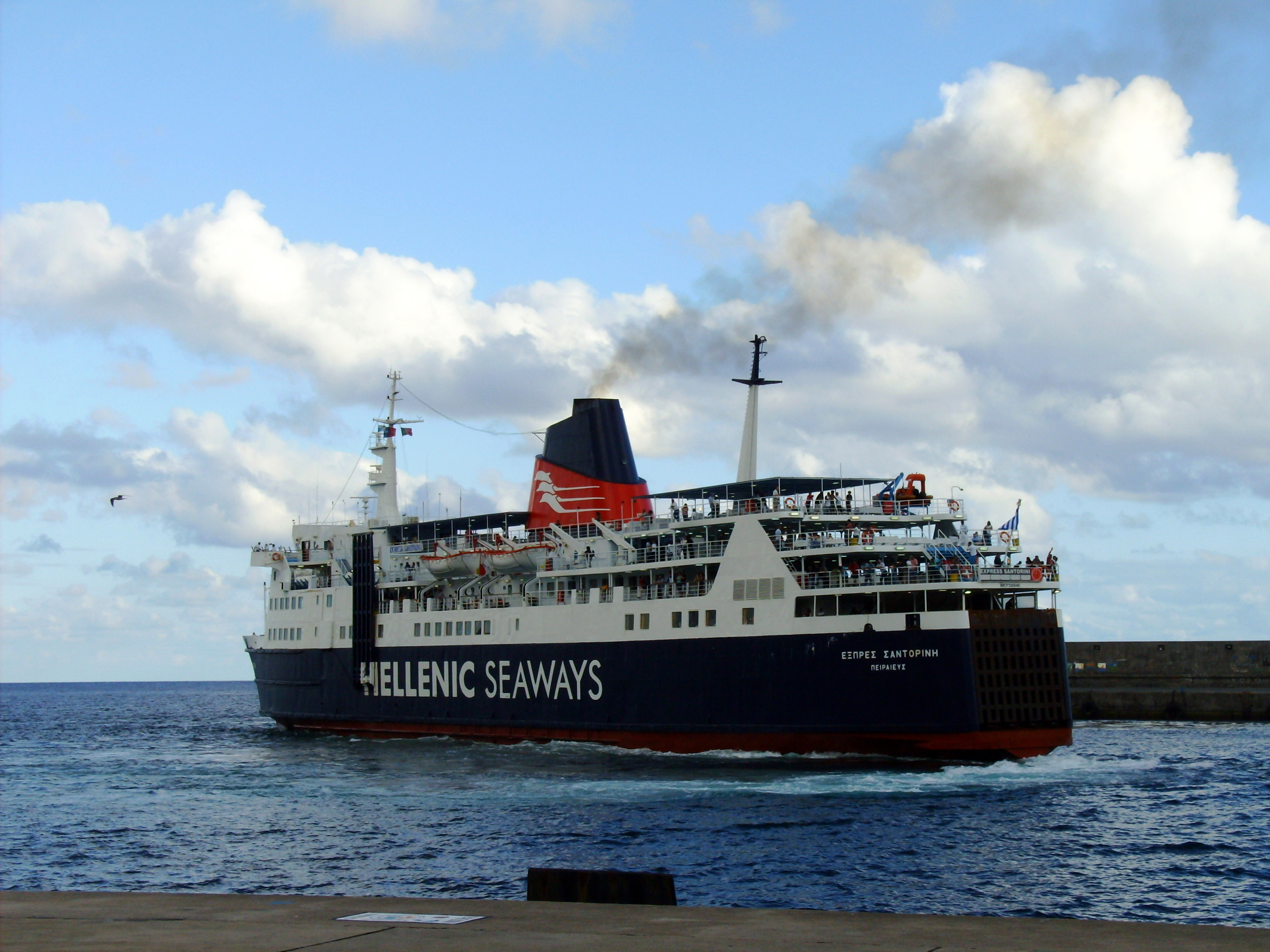
"Express Santorini" no porto de Vila do Porto, ilha de Santa Maria, Açores.

O M/F Express Santorini (IMO 7330040) é uma embarcação de propriedade do armador grego Hellenic Seaways.

## História
Foi construído nos estaleiros Chantiers Dubigeon S.A., na França, em 1974, com o número 137, para a empresa Angleterre Lorraine-Alsace S.A. de Navigation, sendo batizado de "M/F Chartres" e tendo estado, no período, ao serviço do SNCF.
Em 1993 foi adquirido pela Agapitos Line (Agapitos Express Ferries), sendo rebatizado com o atual nome.
Em 1999 foi adquirido pela Hellas Ferries e, em 2005, pela Hellenic Seaways, que o operou até 2007.
Nas temporadas de 2008, 2009, 2010, 2011, 2012 e 2013 foi operado no arquipélago dos Açores pela Atlânticoline.

## Características
- Comprimento: 115,4 m
- Boca: 19,2 m
- Calado: 4,19 m
- Tonelagem Bruta: 4.590
- Velocidade: 19,5 nós
- Máquina principal: 2 x Pielstick 16PC2V400
- Passageiros: 1.436
- Veículos: 260
- Indicativo: SXQR
- MMSI: 240636000